# Taiga Sugimoto
Taiga Sugimoto (japanisch 杉本 大雅 Sugimoto Taiga; * 2. Januar 2003 in Izunokuni, Präfektur Shizuoka) ist ein japanischer Fußballspieler.

## Karriere
Taiga Sugimoto erlernte das Fußballspielen in der Jugendmannschaft von Azul Claro Numazu. Hier unterschrieb er am 1. Februar 2021 auch seinen ersten Profivertrag. Der Verein aus Numazu, einer Stadt in der Präfektur Shizuoka, spielte in der dritten japanischen Liga. In seiner ersten Saison kam er in der Liga nicht zum Einsatz. Sein Drittligadebüt gab Taiga Sugimoto am 25. September 2022 (26. Spieltag) im Auswärtsspiel gegen den AC Nagano Parceiro. Bei der 2:1-Niederlage wurde er in der 84. Minute für Noah Kenshin Browne eingewechselt. 2022 bestritt er fünf Drittligaspiele.